# Justin Berg
Pour les articles homonymes, voir Berg.
Justin Christopher Berg, né le 7 juin 1984 à Antigo (Wisconsin) aux États-Unis, est un lanceur droitier de baseball qui évolue dans les Ligues majeures de 2009 à 2011 pour les Cubs de Chicago.

## Carrière
Après des tudes secondaires à la Antigo Hugh School d'Antigo (Wisconsin), Justin Berg suit des études supérieures au Indian Hills Community College-Centerville. Il est drafté par les Yankees de New York le 3 juin 2003 au 43e tour de sélection. Encore joueur de Ligues mineures, il passe aux Cubs de Chicago le 27 août 2005 en retour du vétéran voltigeur Matt Lawton.
Berg fait ses débuts en Ligue majeure avec les Cubs le 13 août 2009. Il fait onze apparitions comme lanceur de relève avec Chicago durant la saison 2009, n'accordant qu'un seul point en douze manches lancées, soit une moyenne de points mérités de 0,75.
Appelé dans 41 parties comme releveur en 2010, il affiche une moyenne de points mérités de 5,18 en 40 manches lancées, avec une défaite comme seule décision.
Il passe la majeure partie de 2011 en ligue mineure avec les Cubs de l'Iowa et est appelé à Chicago pour 8 parties seulement, durant lesquelles il maintient sa moyenne de points mérités à 3,75.

## Statistiques
| Saison | Équipe       | G  | GS | CG | SHO | V | D | SV | IP   | SO | ERA  |
| ------ | ------------ | -- | -- | -- | --- | - | - | -- | ---- | -- | ---- |
| 2009   | Chicago Cubs | 11 | 0  | 0  | 0   | 0 | 0 | 0  | 12.0 | 7  | 0,75 |
| 2010   | Chicago Cubs | 41 | 0  | 0  | 0   | 0 | 1 | 0  | 40.0 | 14 | 5,18 |
| Totaux | Totaux       | 52 | 0  | 0  | 0   | 0 | 1 | 0  | 52.0 | 21 | 4,15 |

Note: G = Matches joués ; GS = Matches comme lanceur partant ; CG = Matches complets ; SHO = Blanchissages ; 
V = Victoires ; D = Défaites ; SV = Sauvetages ; IP = Manches lancées ; SO = retraits sur des prises ; ERA = Moyenne de points mérités.